# Boulevard Brune
Le boulevard Brune est un boulevard du 14e arrondissement de Paris.
Il constitue un élément de la ceinture de boulevards extérieurs dits « boulevards des Maréchaux ».

## Situation et accès
Dans un axe nord-ouest - sud-est, le boulevard Brune, qui fait suite au boulevard Lefebvre, commence au pont du chemin de fer de la porte de Vanves, passe par les portes Didot, de Châtillon, de Montrouge et se termine à la porte d'Orléans où, par ailleurs, aboutit l'avenue du Général-Leclerc ; il laisse à cet endroit la place au boulevard Jourdan.
Rectiligne, le boulevard Brune a une longueur de 1 600 mètres pour une largeur de 40 mètres.

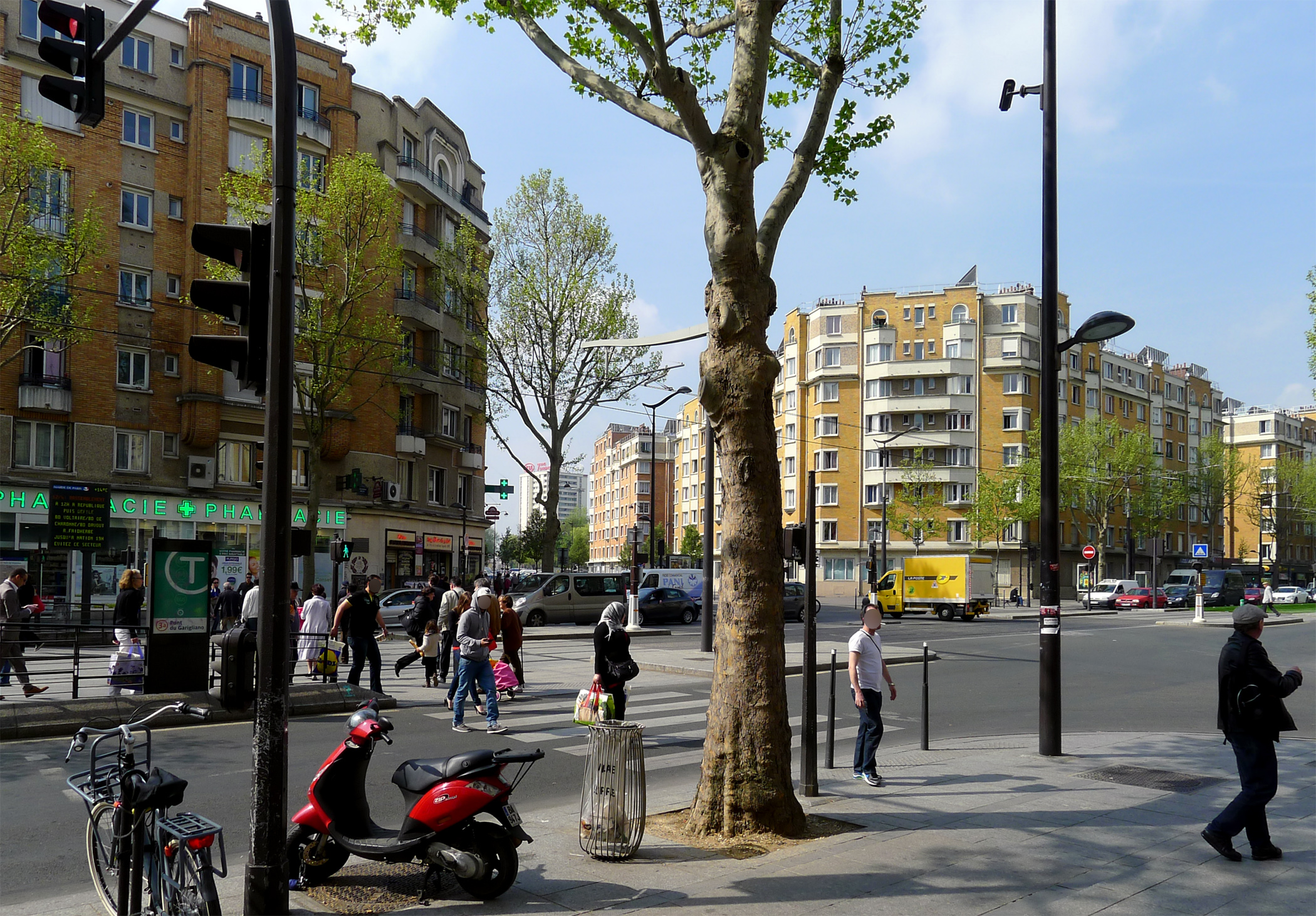
Le boulevard Brune à la porte Didot.
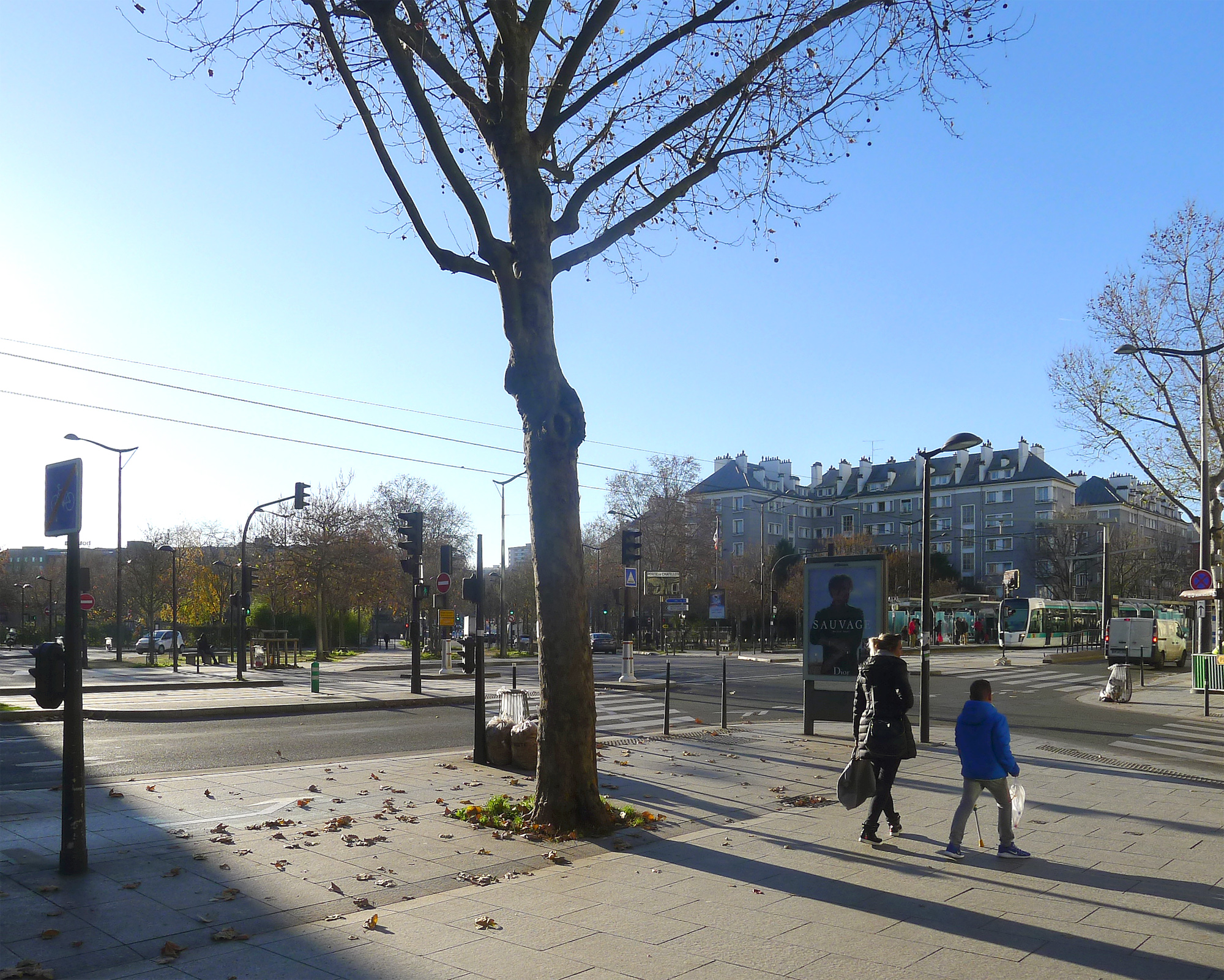
Le boulevard Brune à la porte de Châtillon.

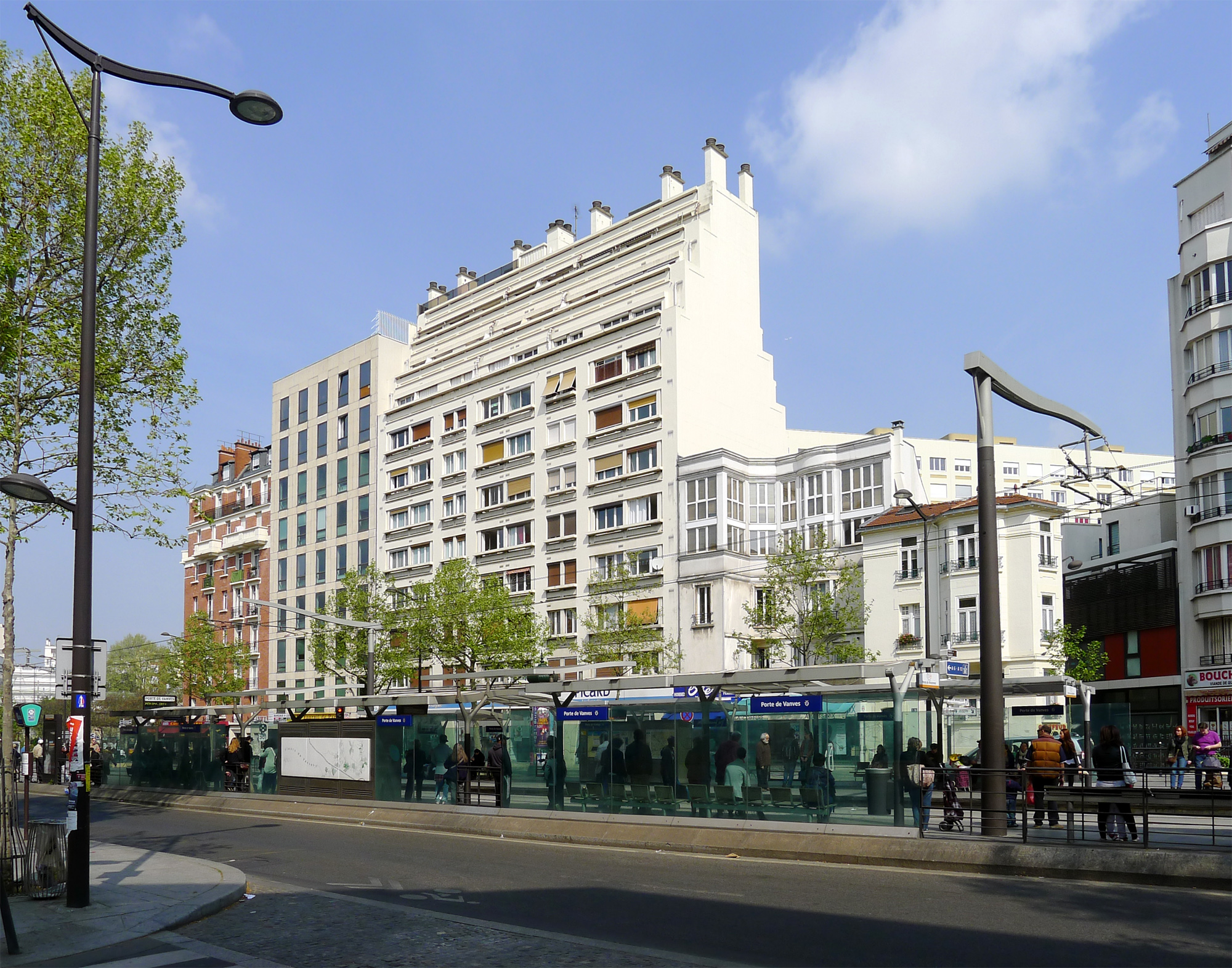
Tramway à la porte de Vanves.
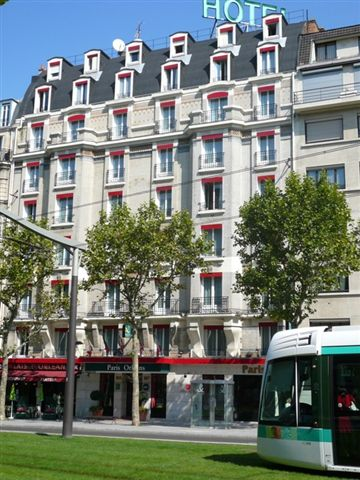
Quality Hotel Paris Orléans.
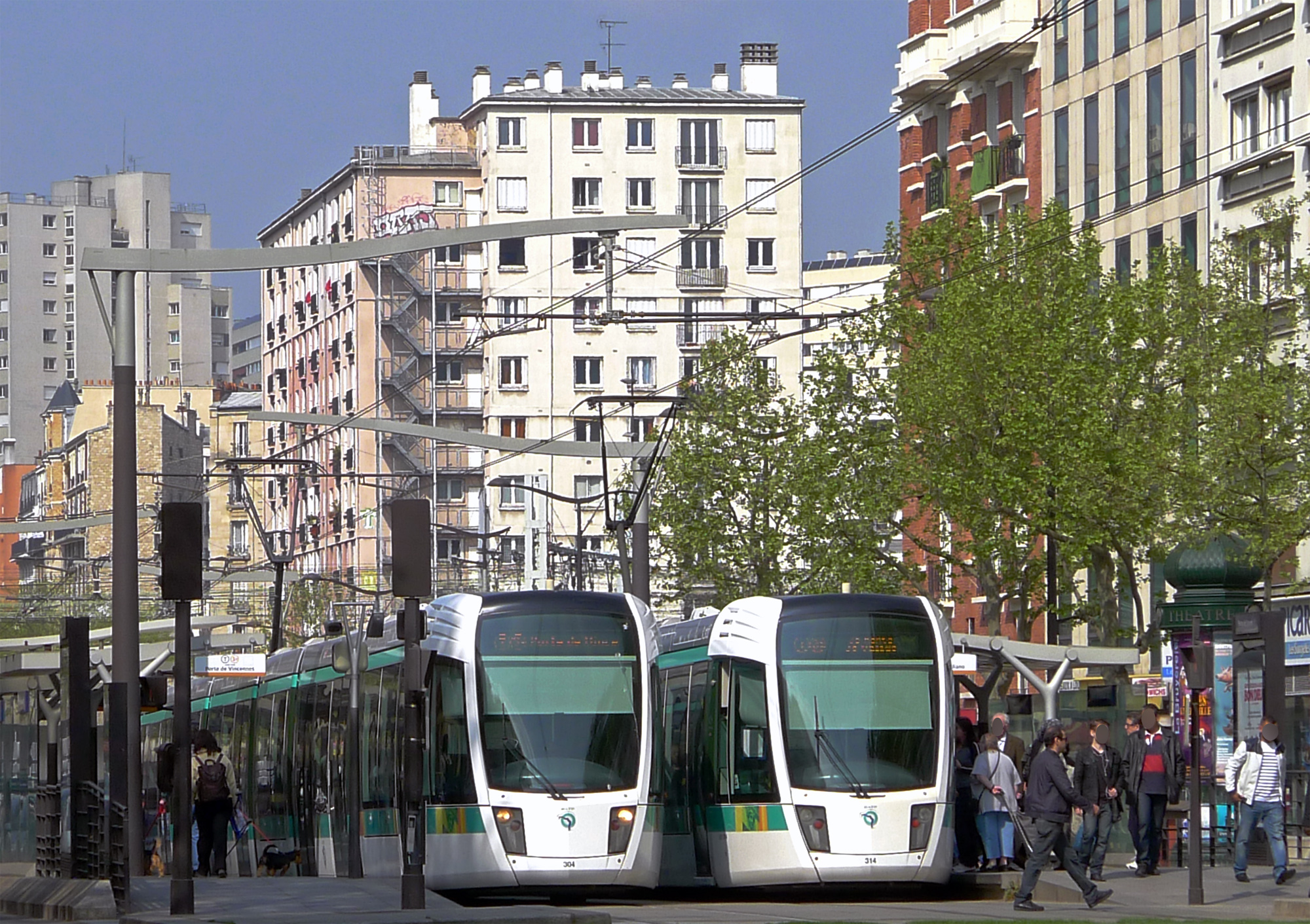
Le boulevard à la porte de Vanves.

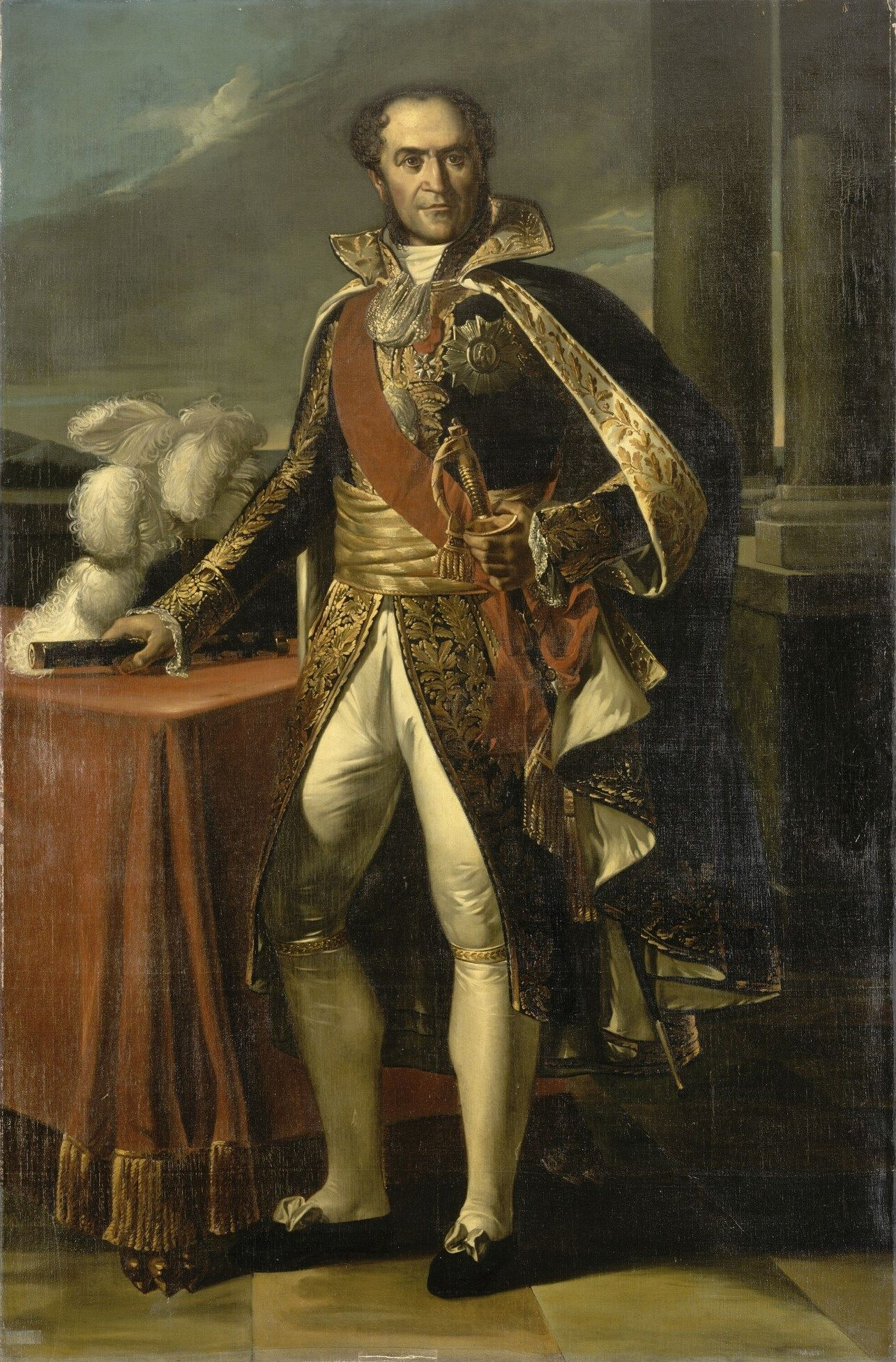
Guillaume Brune, maréchal d'Empire.

Après avoir été accessible par la ligne de bus de Petite Ceinture, le boulevard Brune est désormais accessible par la ligne 3a du tramway aux stations Porte de Vanves et Didot et par la ligne 13 du métro à la station Porte de Vanves.

## Origine du nom
Le boulevard Brune tient son nom de Guillaume Brune (1763-1815), maréchal d'Empire.

## Historique
Précédemment faisant partie de la rue Militaire, la voie est classée dans la voirie parisienne le 23 mai 1863 et reçoit le nom de « boulevard Brune » en 1864.

Illustrations à différentes époques
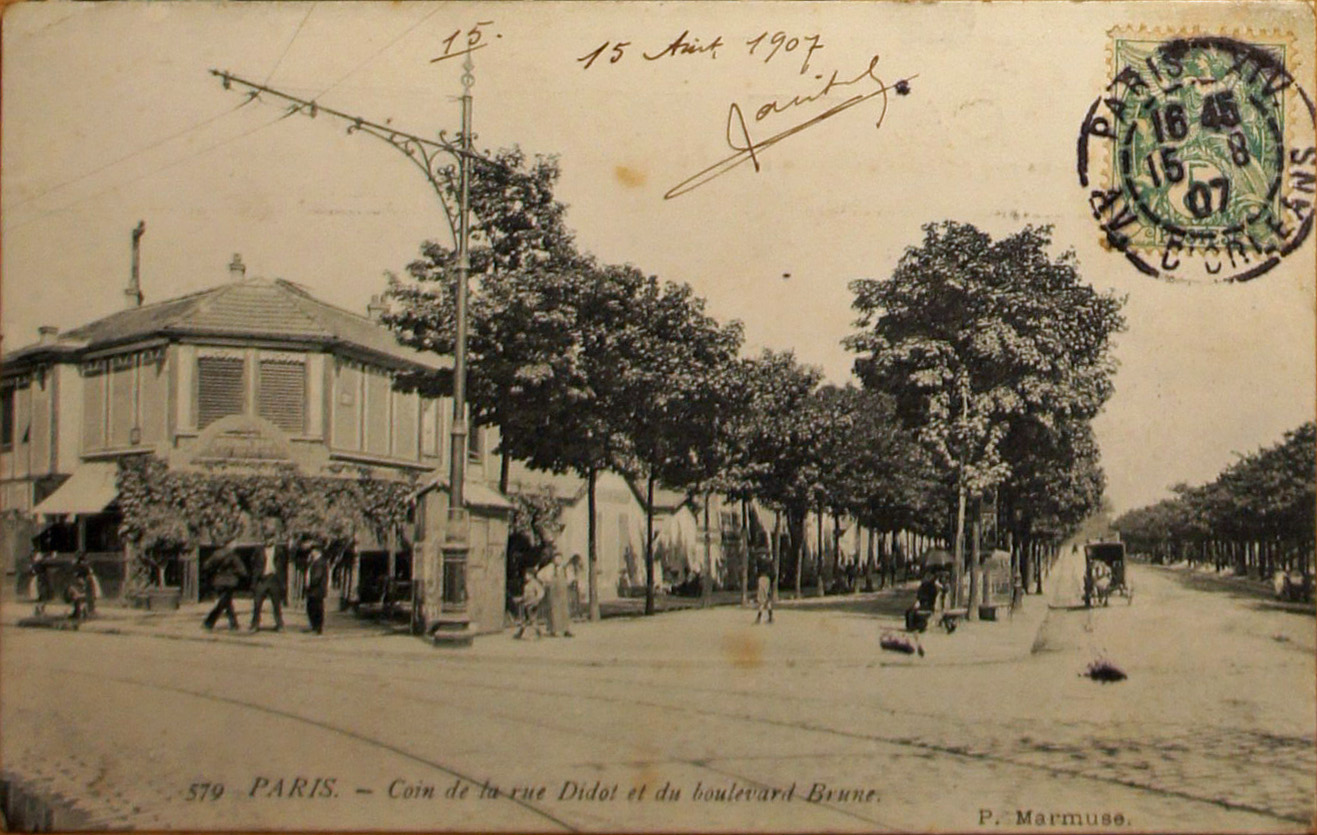
Le boulevard Brune avant 1907, au coin de la rue Didot.
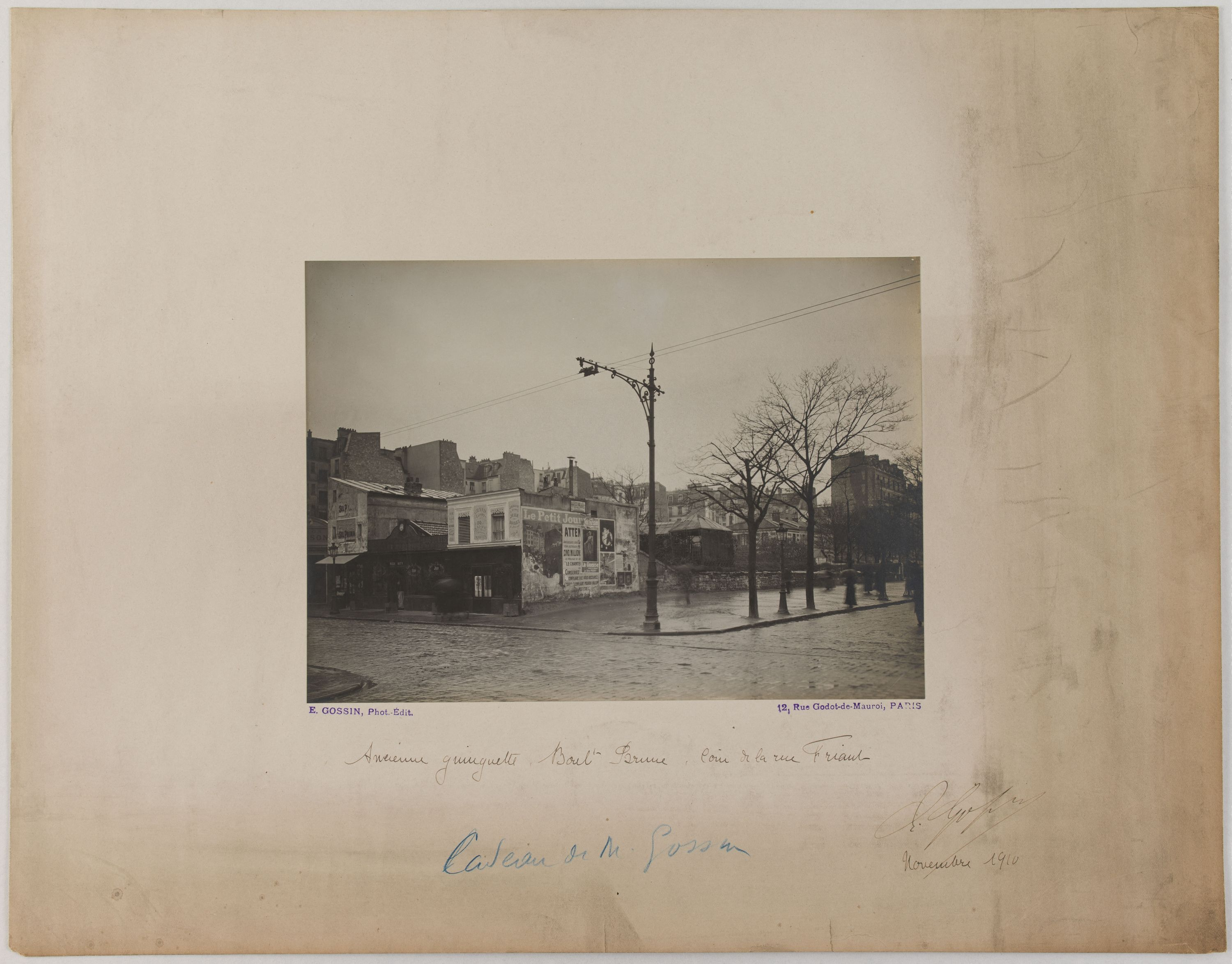
Le boulevard Brune avant 1910, au carrefour avec la rue Friant.
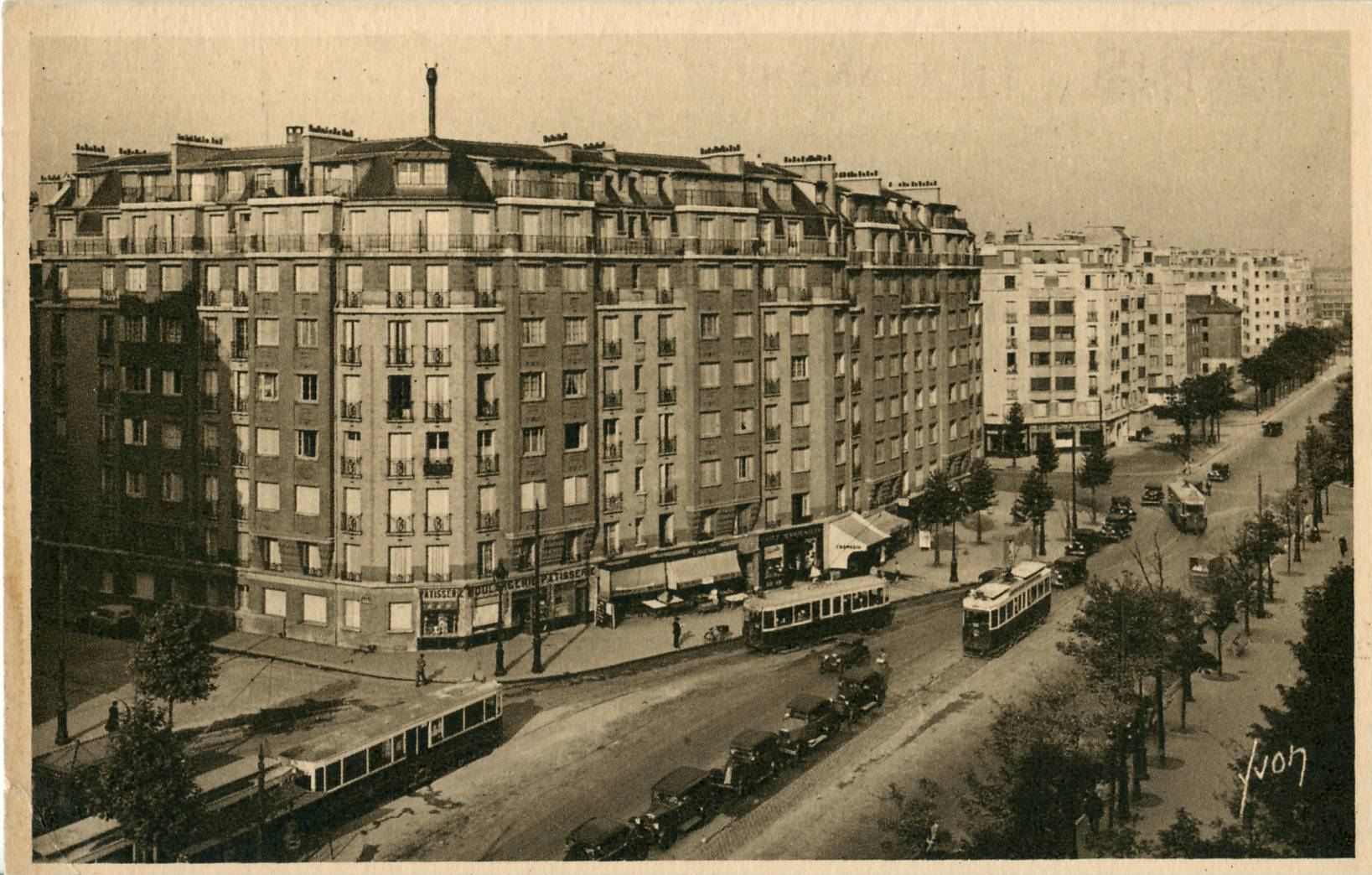
Le boulevard Brune dans les années 1920, à l'époque où il était desservi par des tramways circulant sur la chaussée.
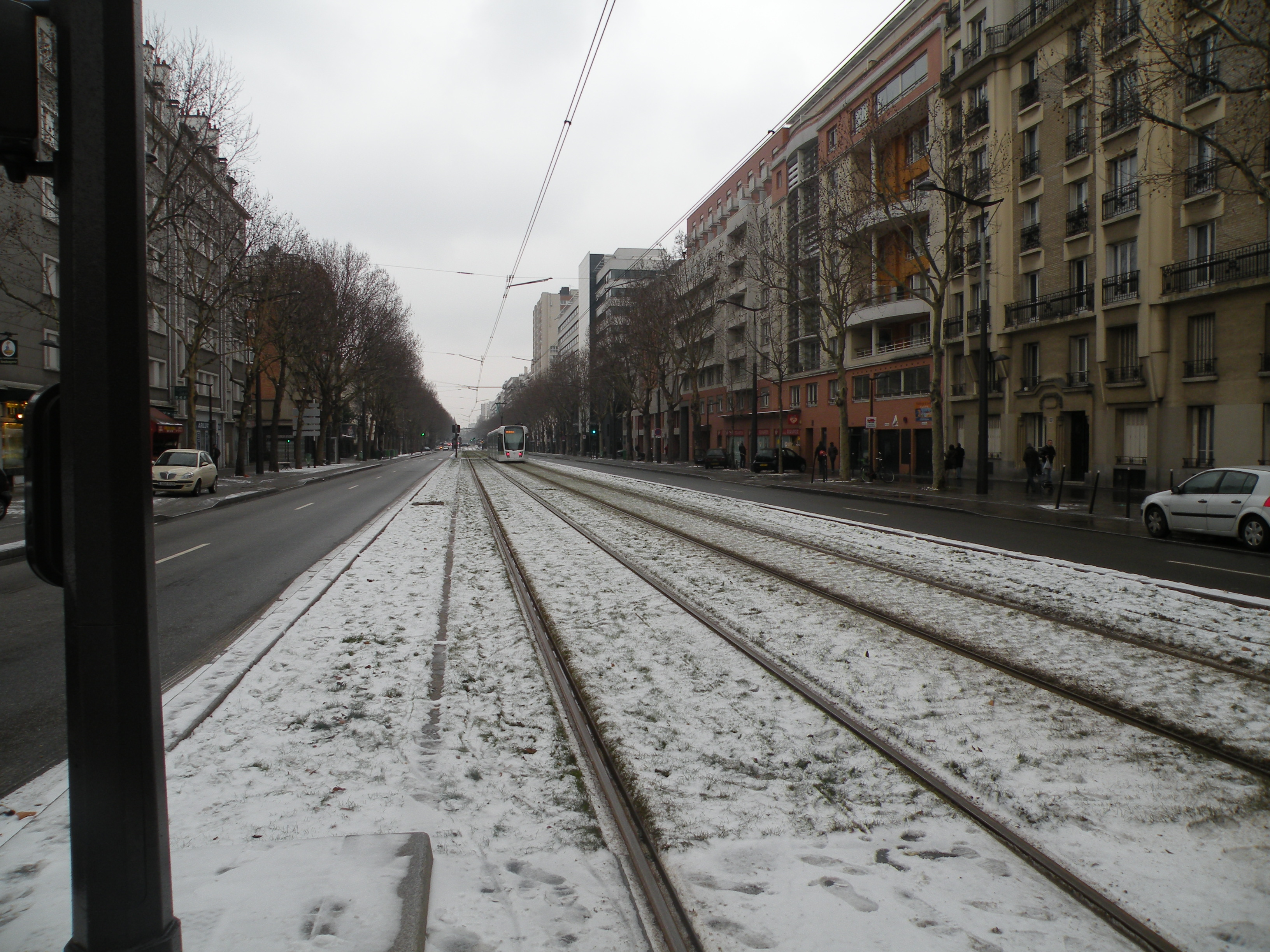
Le boulevard Brune en 2010, sous la neige, avec un tramway de la ligne T3, selon sa dénomination d'alors, circulant sur une plateforme réservée à son usage.
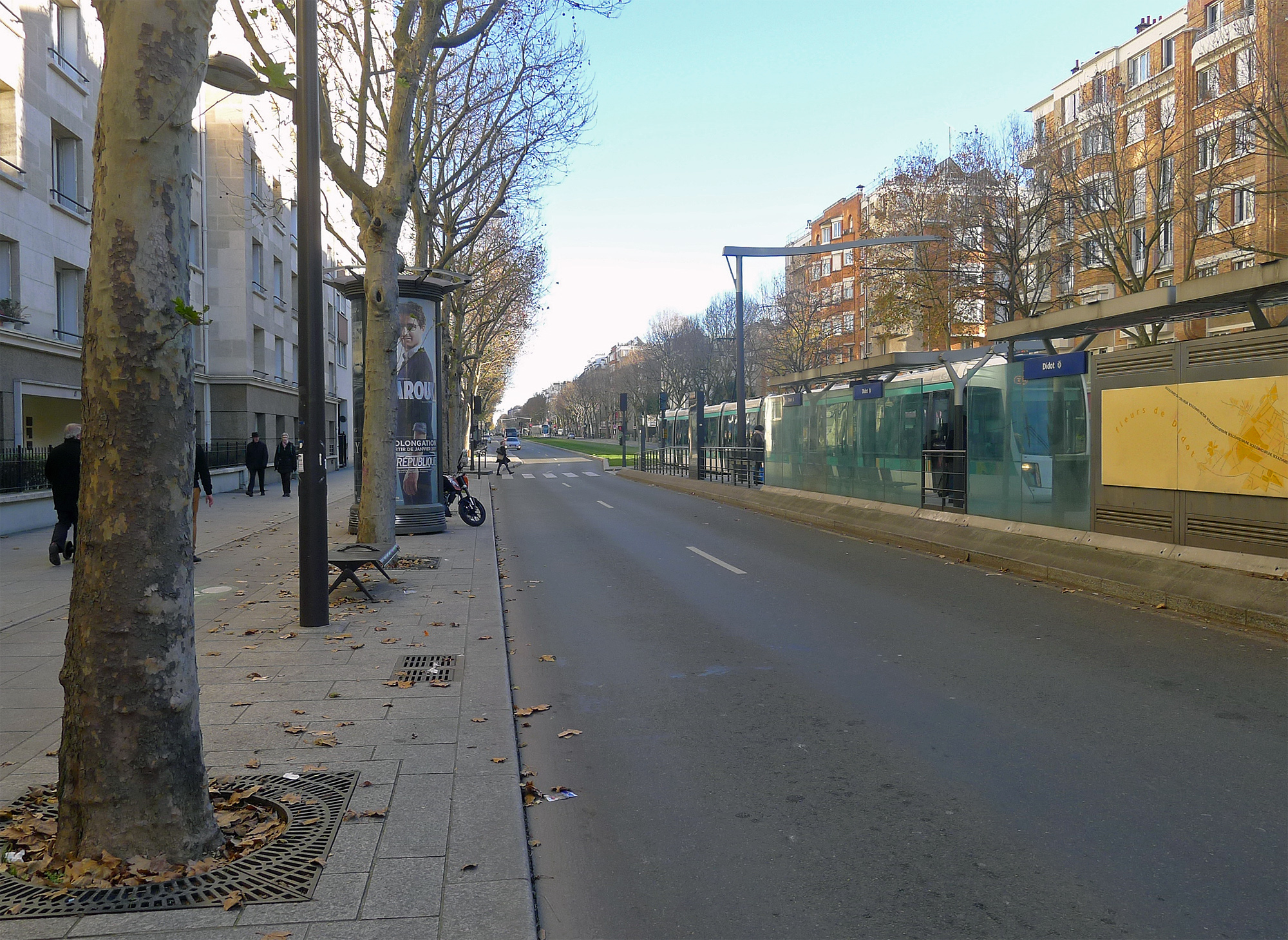
Le boulevard Brune, en novembre 2016, à hauteur de la station de tramway Didot.

## Bâtiments remarquables et lieux de mémoire
- Au début, côté des numéros impairs : jardin Monique-Wittig.
- No 27 : impasse Vandal.
- No 27-39 : établissements Ballot, Automobiles, Aviation, Marine[2].
- No 51 : siège de l'Association pour l'emploi des cadres.
- No 89 : demeure de Joseph Kessel dans l'entre-deux-guerres[3], au sixième étage[4], dans un immeuble disparu qui a fait place à un autre, plus moderne.
- Depuis la fin du XIXe siècle, La Poste possède des locaux de grande superficie sur le boulevard Brune avec :
  - au no 103 l'Atelier des timbres-poste de 1895 à 1970 ;
  - au no 105 une partie du siège social ;
  - au no 111 un centre de tri du courrier.
- Nos 159-163 : ancienne usine Pradel[5] (1896) réhabilitée pour accueillir des logements[6].
- No 171 : chapelle Saint-Paul (XXe siècle) de la paroisse Saint-Pierre de Montrouge[7].

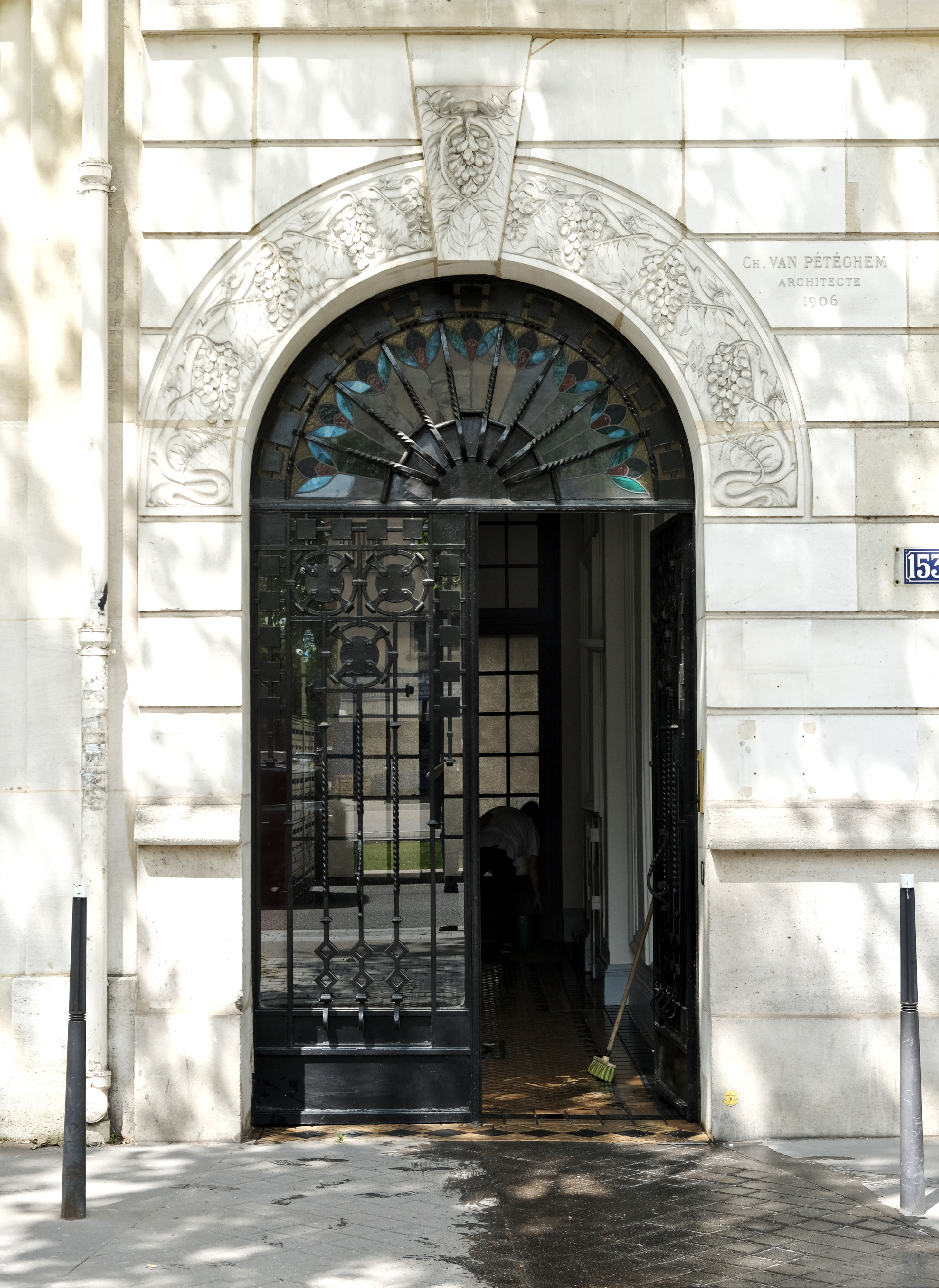
Numéro 153 : immeuble de 1906 de l'architecte Charles van Pétéghem.
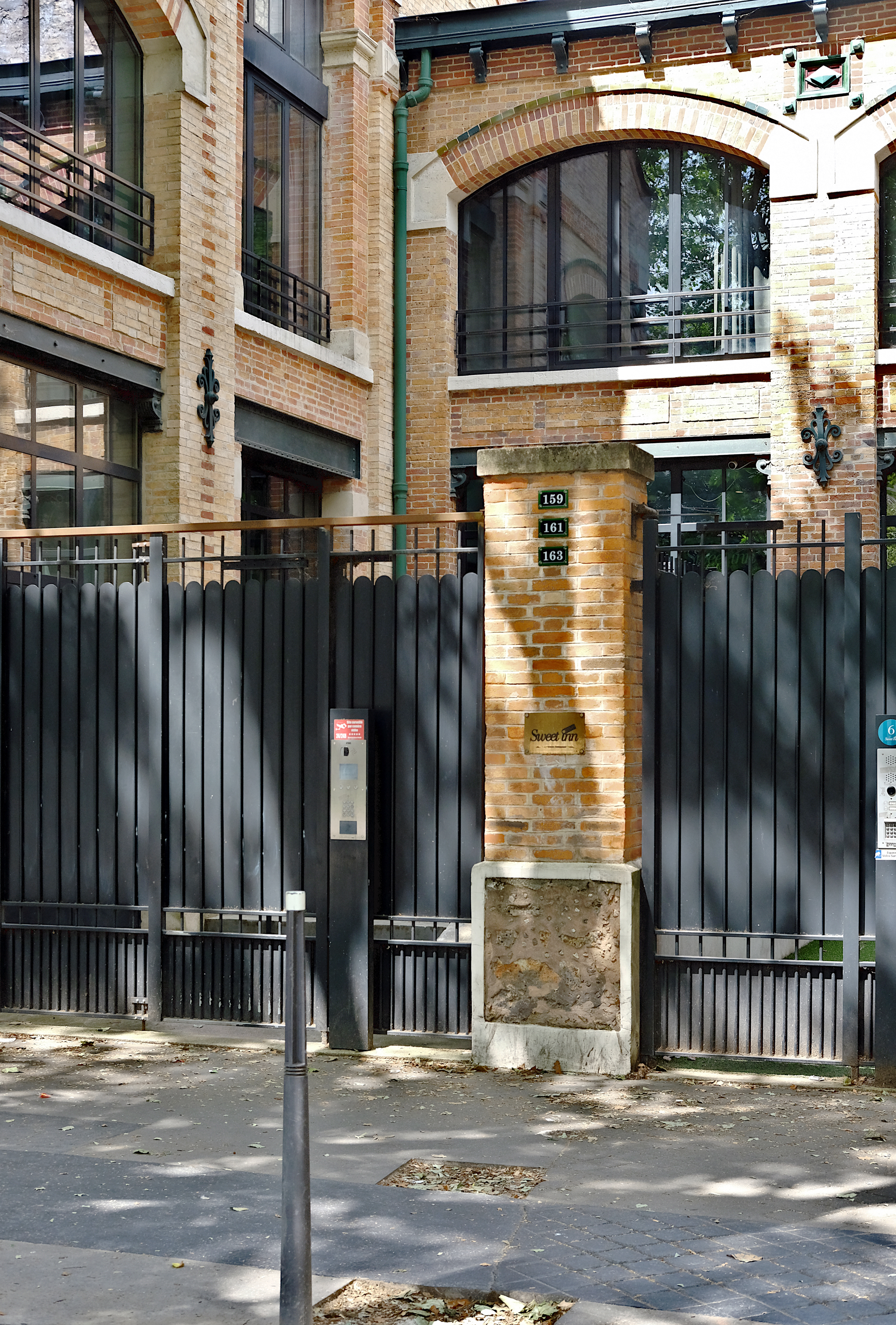
Les numéros 159, 161 et 163 : ancienne usine Pradel.
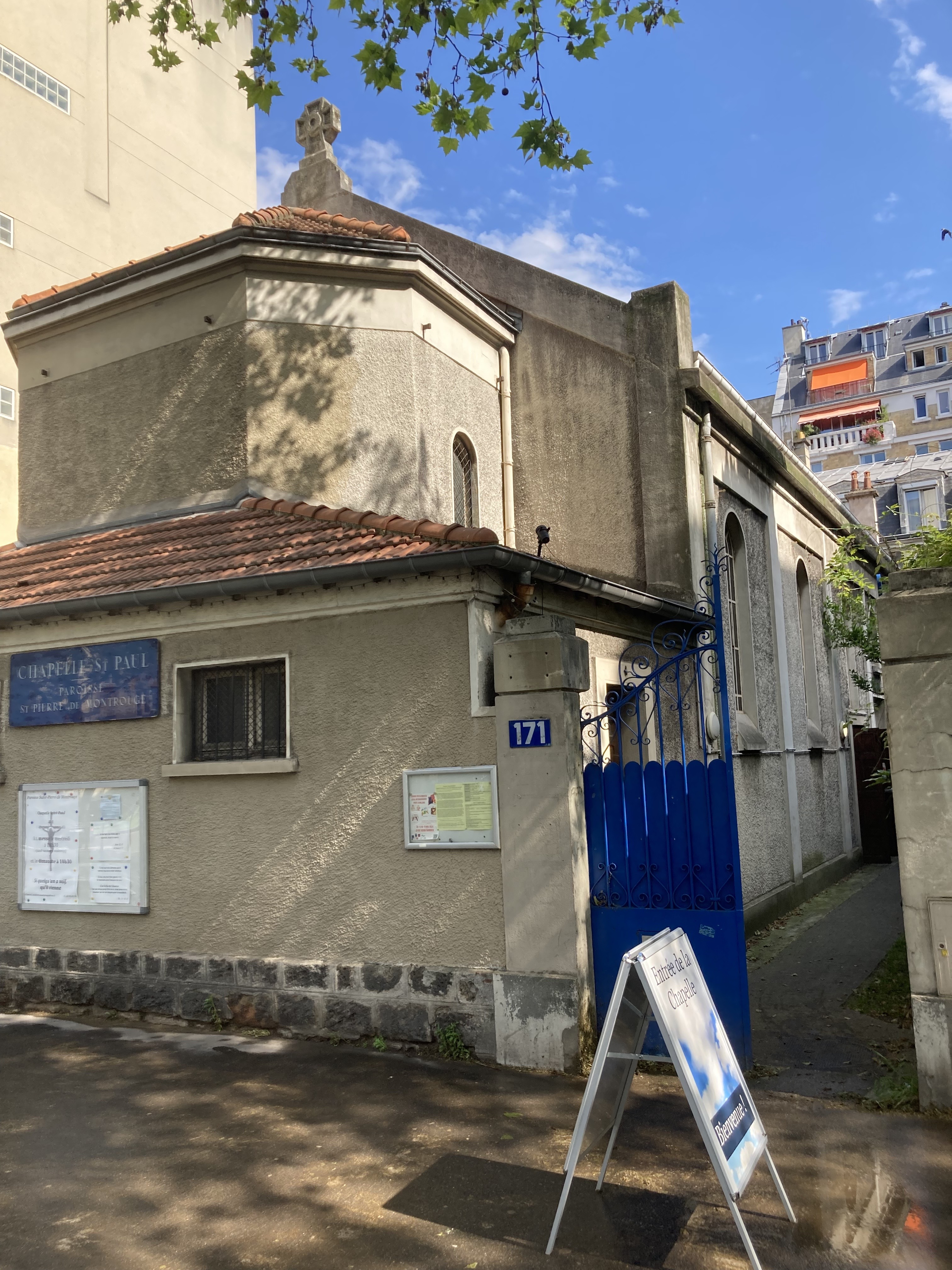
Numéro 171 : chapelle Saint-Paul.
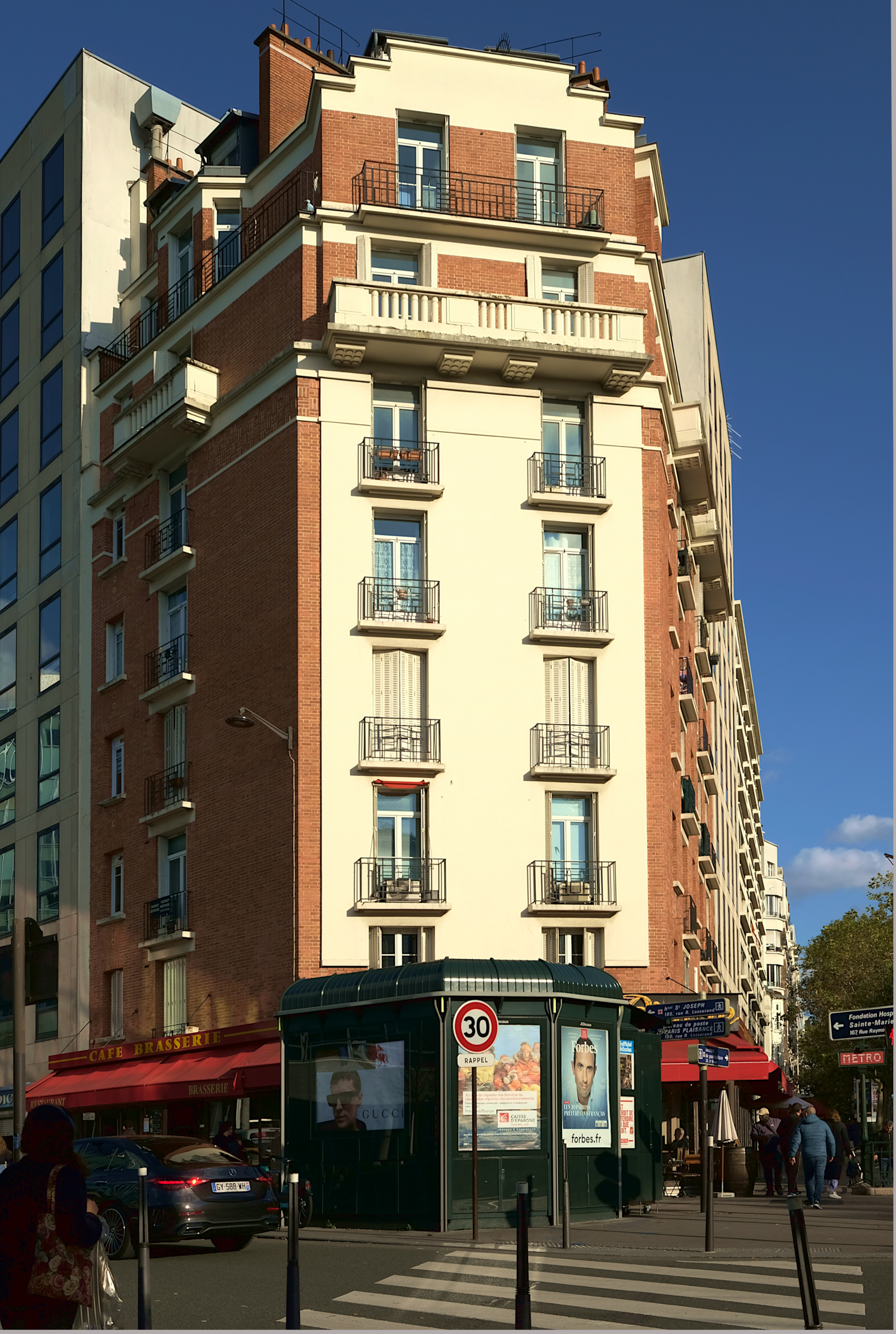
Numéro 231 : immeuble d'angle avec la rue Raymond-Losserand.

## Dans la culture
Le groupe de rock français BB Brunes (2006) tire son nom à la fois de la chanson de Serge Gainsbourg, Initials B.B. et du fait qu'il répétait à cet endroit.
Une chanson de Manu Chao (né en 1961), faisant partie de l'album Sibérie m'était contéee (2004), fait référence à ce boulevard : Petite blonde du boulevard Brune.

## Annexe